# Valentina Kravchenko
Valentina Flegontovna Savitskaya de soltera Kravchenko (en ruso: Валентина Флегонтовна Савицкая; Kémerovo, Imperio ruso, 27 de diciembre de 1917jul./ 9 de enero de 1918greg.-Moscú, Rusia, 15 de febrero de 2000) fue una piloto y navegante de escuadrón soviética que combatió en el 125.º Regimiento de Aviación de Bombarderos de la Guardia (integrado en la 4.ª División de Aviación de Bombarderos de la Guardia del 5.° Cuerpo de Aviación de Bombarderos de la Guardia) durante la Segunda Guerra Mundial. Recibió el título de Héroe de la Federación de Rusia el 10 de abril de 1995.

## Biografía

### Infancia y juventud
Valentina Kravchenko nació el 9 de enero de 1917, en el seno de una familia de clase trabajadora de origen ruso, en la localidad siberiana de Kémerovo en la Gobernación de Tomsk en esa época parte del Imperio ruso. Después de graduarse de la escuela secundaria, estudió en el  club de vuelo de la asociación paramilitar OSOAVIAJIM en Tomsk (Unión de Sociedades de Asistencia para la Defensa, la Aviación y la Construcción Química de la URSS). y luego en el Instituto Industrial de Tomsk antes de ingresar a la Escuela de Aviación Militar de Jersón en 1935. En 1940 comenzó a trabajar como instructora en el Aeroclub de Sarátov.

### Segunda Guerra Mundial

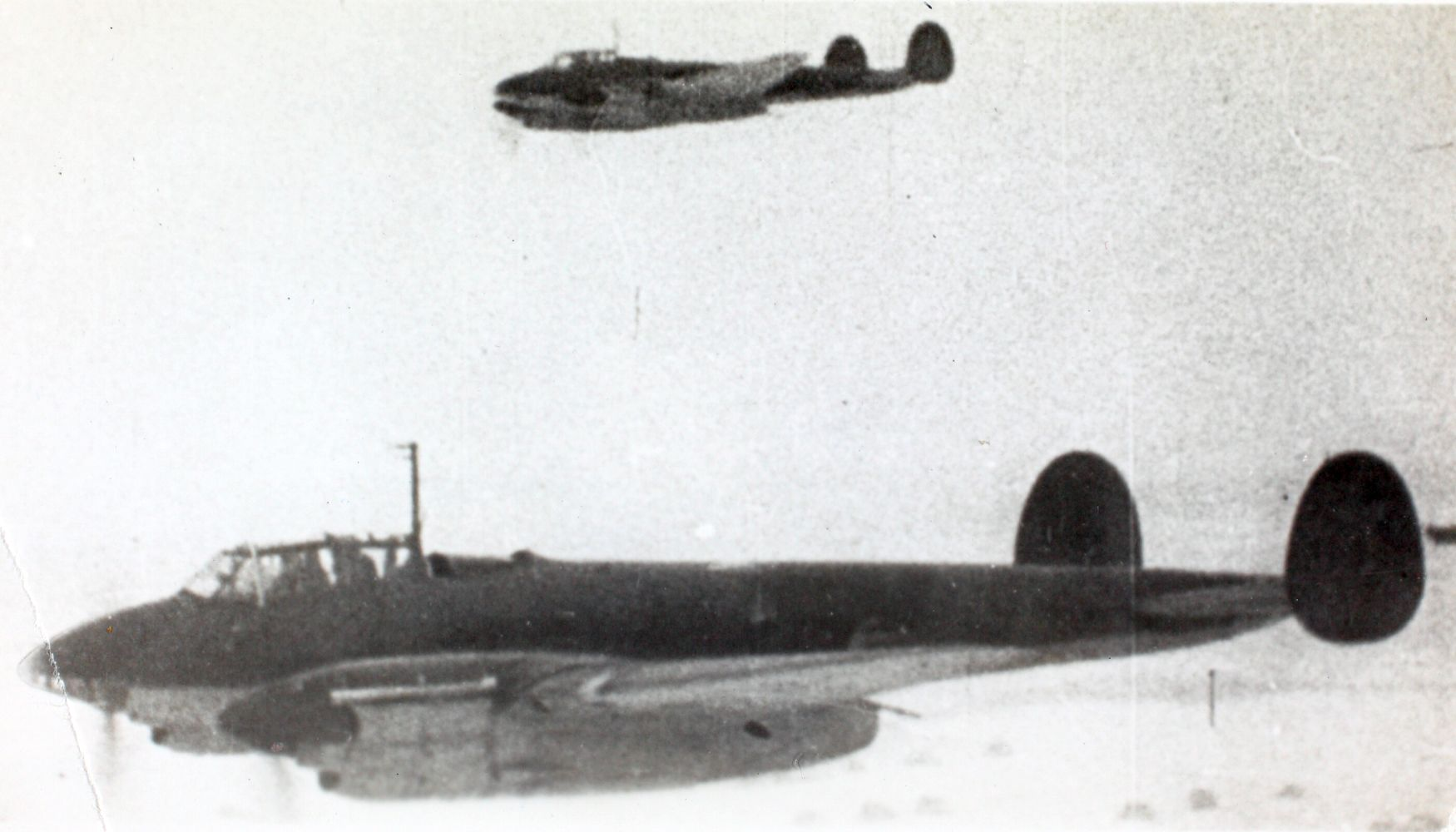
Dos bombarderos Petliakov Pe-2 similares a los que equipaban el 587.° Regimiento Aéreo de Bombarderos de Valentina Kravchenko

Kravchenko se unió al Ejército Rojo en octubre de 1941, varios meses después de la invasión alemana de la Unión Soviética, se ofreció como voluntaria para el servicio de vuelo de primera línea y fue aceptada por el 122.º Grupo de Aviación, una unidad especial formada íntegramente por mujeres, al mando de Marina Raskova. Inicialmente, optó por entrenarse como piloto de combate, pero Raskova, después de examinar sus habilidades, decidió asignarla al 587.° Regimiento Aéreo de Bombarderos, destinado a operar el bombardero ligero Sukhoi Su-2, ya obsoleto. Más tarde, el regimiento recibió la designación de Guardias y pasó a llamarse 125.º Regimiento Aéreo de Bombarderos de la Guardia. Realizó su formación militar y táctica en la Escuela de Aviación Militar de Engels en el Óblast de Sarátov. La unidad terminó usando bombarderos Petliakov Pe-2 en lugar de los bombarderos ligeros Sukhoi Su-2, con los que habían realizado la instrucción.
Sin embargo, no entró en combate hasta que su unidad fue enviada al frente en 1943. Tuvo su bautismo de fuego en el bombardero de ataque al suelo Pe-2 durante la Batalla de Stalingrado. Desde julio de 1943 hasta julio de 1944 como parte del regimiento, Valentina Kravchenko participó en la batalla de Stalingrado, la operación defensiva de Járkov, en la batalla del Cáucaso, en las batallas aéreas en la cabeza de puente del Kuban, en la primavera de 1943, combatió en las batallas y ofensivas de Kursk, Bagration, Vístula-Óder, Prusia Oriental y finalmente en el bloqueo del Grupo de Ejércitos Curlandia alemán en la llamada Bolsa de Curlandia. El 27 de agosto de 1943, mientras volaba como parte de la tripulación de Klavdia Fomicheva, su avión resultó gravemente dañado por fuego antiaéreo durante una misión de bombardeo, después de lo cual Kravchenko ayudó a llevar el avión averiado a un aeródromo cercano. Al final de la guerra, había realizado un total de 66 misiones de combate en el Pe-2, arrojando 67 toneladas de bombas sobre las fuerzas enemigas.

### Posguerra
Kravchenko se retiró del ejército después de que su regimiento se disolviera poco después del final de la guerra, en 1947. Poco después de dejar el ejército se casó y cambió su apellido a Savitskaya, el apellido de su esposo. Ella y su esposo vivieron en Moscú, donde ella trabajaba en el Instituto de Investigación Espacial, además de convertirse en presidenta del consejo de veteranos de su regimiento en tiempos de guerra. Varios años después de la disolución de la Unión Soviética, el 10 de abril de 1995 recibió el título de Héroe de la Federación de Rusia por sus contribuciones a la victoria. Murió el 15 de febrero de 2000 y fue enterrada en el cementerio Mitinskoe.

## Condecoraciones
A lo largo de su carrera militar Valentina Kravchenko recibió las siguientes condecoracionesː
- Héroe de la Federación de Rusia (10 de abril de 1995)
- Orden de la Bandera Roja (4 de mayo de 1943)
- Orden de Alejandro Nevski (29 de abril de 1945)
- Orden de la Guerra Patria de 2.do grado (11 de marzo de 1985)
- Orden de la Estrella Roja (4 de mayo de 1943)
- Medalla de Zhúkov
- Medalla Conmemorativa por el Centenario del Natalicio de Lenin
- Medalla por la Defensa de Stalingrado
- Medalla por la Defensa del Cáucaso
- Medalla por la Conquista de Königsberg
- Medalla por la Victoria sobre Alemania en la Gran Guerra Patria 1941-1945
- Medalla Conmemorativa del 20.º Aniversario de la Victoria en la Gran Guerra Patria de 1941-1945
- Medalla Conmemorativa del 30.º Aniversario de la Victoria en la Gran Guerra Patria de 1941-1945
- Medalla Conmemorativa del 40.º Aniversario de la Victoria en la Gran Guerra Patria de 1941-1945
- Medalla Conmemorativa del 50.º Aniversario de la Victoria en la Gran Guerra Patria de 1941-1945
- Medalla al Trabajador Veterano
- Medalla del 70.º Aniversario de las Fuerzas Armadas de la URSS
- Medalla Conmemorativa del 850.º Aniversario de Moscú